# بورينسكويي (ليبيك)
بورينسكويي (بالروسية: Боринское) هي مدينة في مقاطعة ليبيتسك أوبلاست في روسيا.